# Johannes Peter Müller
Pour les articles homonymes, voir Johannes Müller (homonymie) et Müller.
Johannes Peter Müller, né le 14 juillet 1801 à Coblence et mort le 28 avril 1858 à Berlin est un médecin, physiologiste, ichtyologiste et professeur d'anatomie comparée allemand.

## Biographie
En 1819, il entre à l'université de Bonn où il devient Privatdozent en 1824, professeur extraordinaire en 1826 et professeur ordinaire en 1830. En 1833, il se rend à l'Université Frédéric-Guillaume de Berlin (Aujourd'hui, Université Humboldt de Berlin) où il succède à Carl Asmund Rudolphi (1771-1832) à la chaire d'anatomie et de physiologie, fonction qui lui vaudra une grande réputation. Ses recherches en physiologie portent notamment sur la voix et l'audition. il étudie aussi sur les propriétés de la lymphe, de la chyle et du sang.
La parution du Handbuch der Physiologie des Menschen entre 1833 et 1840 marque une étape importante dans le développement de la physiologie. Pour la première fois, les connaissances issues de la chimie et de la physique complètent les observations obtenues par l'anatomie comparative et humaine. La partie la plus importante concerne le fonctionnement du système nerveux impliqué dans les sens. Müller y développe sa célèbre loi des énergies spécifiques des nerfs, selon laquelle un nerf donné n'est réceptif qu'à un seul type de sensation (visuelle, auditive...), et ce en fonction de l'organe auquel il est corrélé. Alors même que les nerfs sont tous du même type, et que l'influx nerveux qu'ils transmettent est toujours de même nature, chaque organe se voit ainsi associé à un cercle limité de sensations, tandis qu'il reste aveugle aux autres. Le corollaire de cette théorie est que les sensations sont largement fonction de la constitution de l'appareil cognitif, et qu'elles ne sont donc pas de simples reflets de la réalité qui les cause.
Dans le domaine de l'ichtyologie, Müller révise d'abord les travaux de Cuvier en corrigeant ses erreurs taxinomiques. L'un de ses plus importants travaux est Über den Bau und die Grenzen der Ganoiden dans lequel il fixe des caractéristiques claires à ce groupe de poisson archaïque. Il faut citer aussi Systematische Beschreibungen der Plagiostomen.
Il étudie également l'anatomie des poissons et des invertébrés marins.
Influencé par la philosophie de Schelling pendant ses premières années (en particulier dans son Zur vergleichenden Physiologie des Gesichtssinns, 1826), il exerce à son tour une grande influence et il forme de nombreux  physiologistes célèbres comme Hermann von Helmholtz (1821-1894), Emil du Bois-Reymond (1818-1896), Theodor Schwann (1810-1882), Friedrich Gustav Jakob Henle (1809-1885) ou Carl Ludwig (1816-1895)
Il est lauréat de la Médaille Copley en 1854.

## Travaux
Outre son Handbuch der Physiologie (1) (2), il faut citer parmi ses publications :
- Zur vergleichenden Physiologie des Gesichtssinns (1826)
- Über die phantastischen Gesichtserscheinungen (1826)
- Bildungsgeschichte der Genitalien (1830)
- De glandularum secerneniium structura (1830)
- Vergleichende Anatomie der Myxinoiden (1834-1843)
- Systematische Beschreibung der Plagiostomen (1841) écrit avec Friedrich Gustav Jakob Henle (1809-1885)
- System der Asteriden, Brunswick, Friedrich Vieweg und Sohn (lire en ligne) (1842) avec Franz Hermann Troschel (1810-1882)
- Horae ichthyologicae (1845-1849) avec le même.

Il édite Archiv fur Anatomie und Physiologie après la mort de Johann Friedrich Meckel (1781-1833).